# 睡城
睡城（英語：Commuter town，直译：「通勤者居住的城镇」，或译为卧城、睡房社區，正式稱為市郊住宅區）是大都市周围承担居住职能的卫星城市。睡城与母城或中心城市的空间距离較近，且位于通往母城的主要交通干线上，交通便利，多依赖于较高速度的交通工具與道路，如高速公路、地铁、通勤铁路等。其职能以居住为主体，只拥有少量的零售业、服務業等基础生活福利设施，缺乏更多工商业职能，可提供的就业岗位极其有限。

## 特点

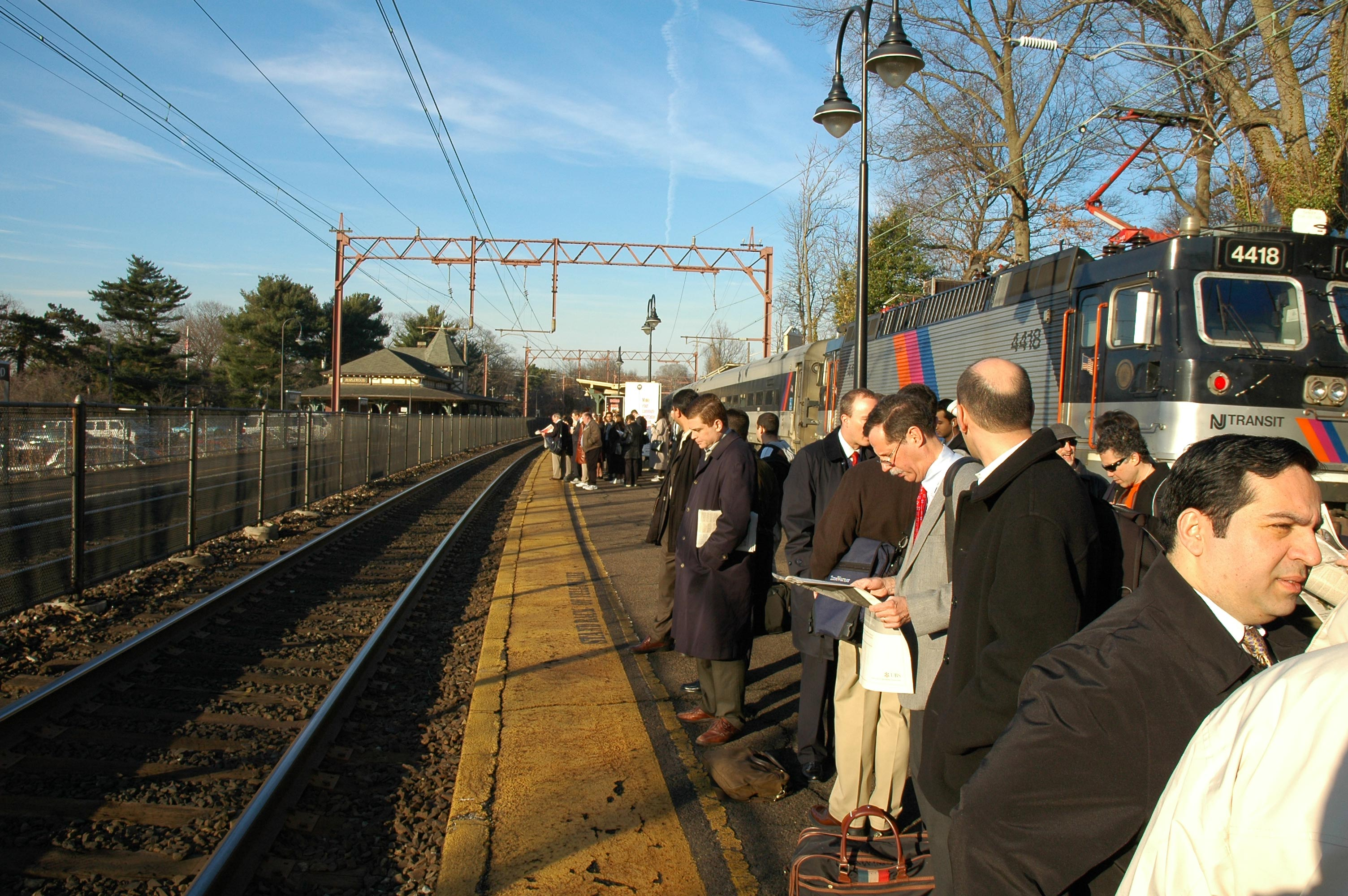
美國新澤西州梅普尔伍德的通勤者正在等待早班车，准备前往纽约上班。

睡城不同于郊区，尽管在空间位置上两者常常是重叠的。就像大学城、度假小镇和某些独立的工业区一样，睡城一词侧重于描述区域的主要经济职能。而郊区指的是一个区域在建成区规模、人口密度、政治影响力和商业规模上小于与它相邻的城市。
随着郊区的经济职能改变，它们也可能变成睡城。举例来说，随着交通条件的改善，原先的郊区尤其是铁路镇可能会吸引通勤者前来落户，进而演变成睡城。但有些城郊地区，例如美国新泽西州的泰特波罗（Teterboro）和加利福尼亚州的爱莫利维尔依然保持工业为主要经济职能，尽管周边许多城镇都演变成了附近大城市的附属睡城。许多人在这里工作但并不在这居住，因而它们不是睡城。
一般而言，睡城往往出现在大的就业中心——发达的大型城市或集镇——附近，但当地的就业机会不一定很多。这里只有少量的工商业活动，多数居民都前往一定距离之外的那个就业中心工作。睡城通常位于乡村或半乡村地区，与它所从属的大型城市之间有绿地（农田、草地或其他绿色开敞空间）隔开。与此不同的是，有些大的城市集群在发展的后期，随着建设用地的扩张而抹除了各个卫星城之间的界限，主城与卫星城镇最终连片形成组合城市。

## 各地情况

### 中國大陸

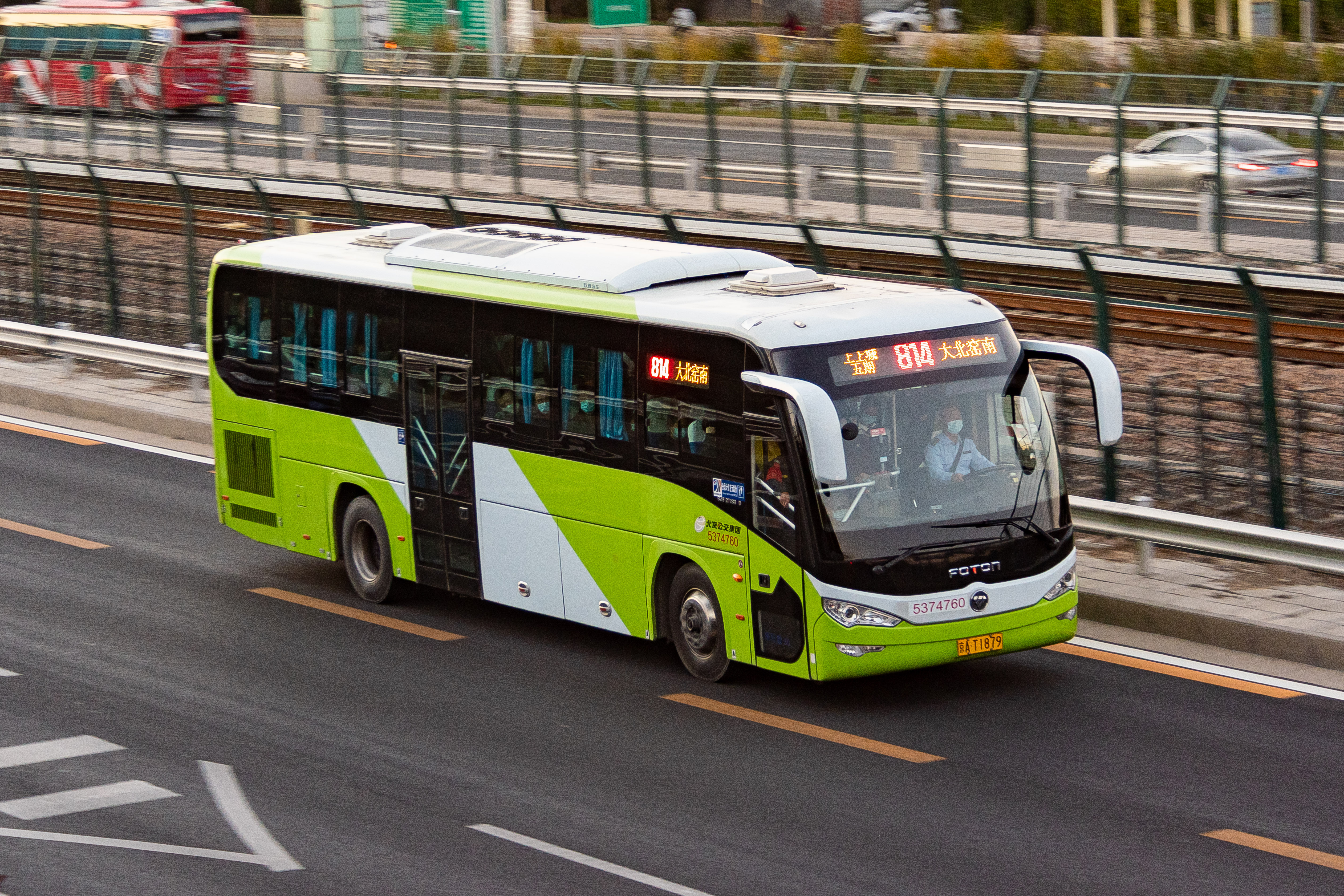
京通快速路上一辆满载乘客由大北窑开往燕郊的814路汽车

北京市的回龙观地区、天通苑地区和通州城区，以及邻近的河北廊坊（含北三县、固安，尤以燕郊为甚）等地，大量居住人口工作地点位于北京市区，引发了潮汐式的巨大交通量。望京地区也曾是睡城，后因商业设施逐渐完善、大企业入驻，现已成为一个成熟发达的社区并摆脱睡城称号。此外，由于昂贵的房价，珠三角的佛山和东莞两市部分镇区也分别成为了广州和深圳的睡城。（但另一方面，广州的部分地区也作为佛山的睡城存在。）

### 香港

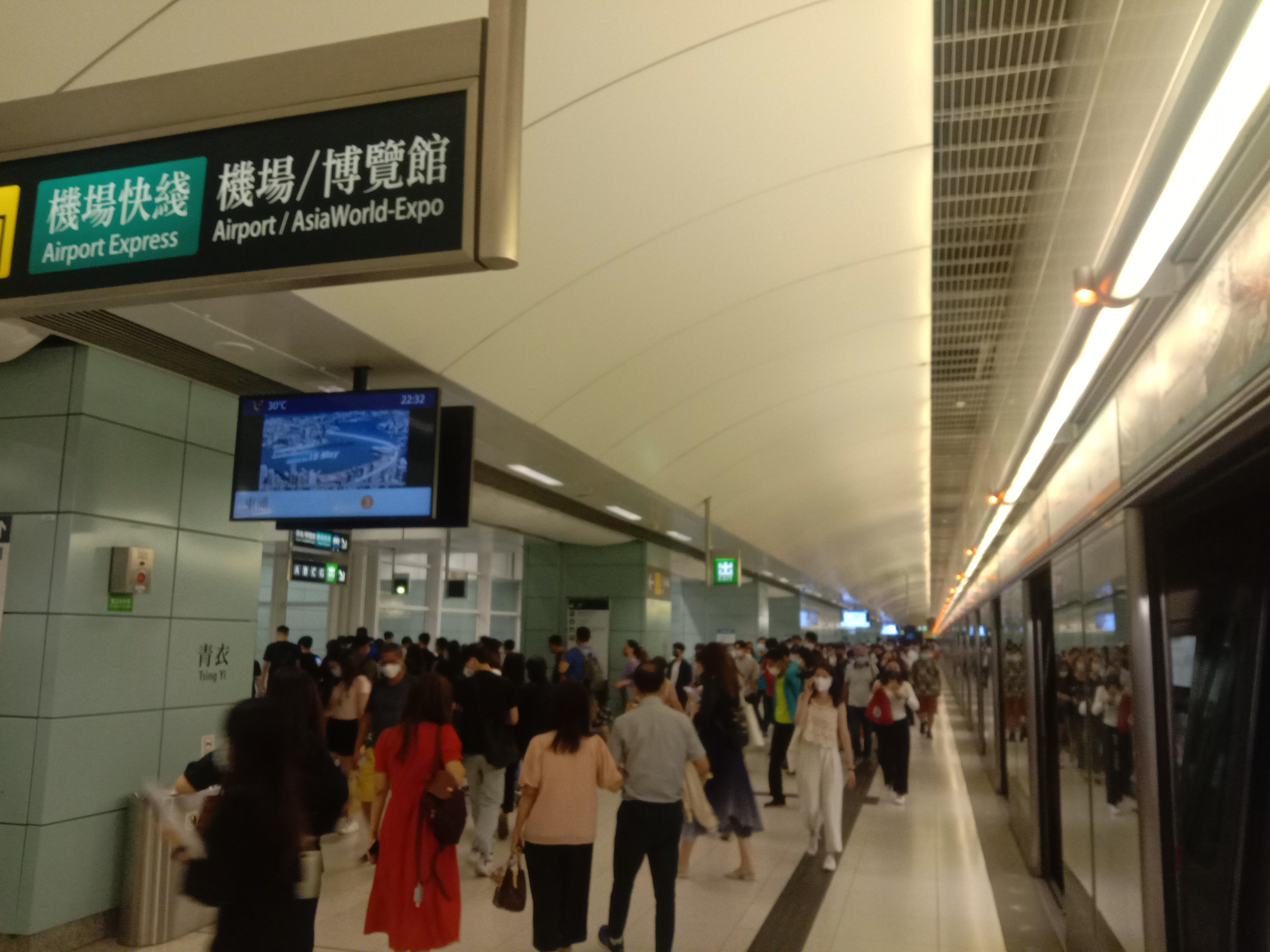
晚上十時半，大量乘客從青衣站下車回家

隨1940年代起大量中國大陸居民湧入香港，加上戰後嬰兒潮使人口激增，造成港九市區人口過份擠迫，而且隨嬰兒潮世代的成長，住屋需求亦在1970年代後大為增加，所以在1973年至1991年間於新界八個地區設立新市鎮（沙田、屯門、大埔、元朗、粉嶺／上水、將軍澳、天水圍、東涌），另外1961年設立的荃灣新市鎮屬下的青衣島亦於1970年代後期才開始發展。可是，過往的「自給自足」模式在工業式微下帶來了不少問題（特別是區內就業方面），加上人口及房屋供應政策的轉變，在1990年代開始發展的新市鎮規劃上改以居住為主，使住宅樓宇密度高於早期發展的新市鎮，並只提供學校及商場等基礎生活配套，就業、社交及消閒娛樂活動通常要走至區外，而住宅群間大多以天橋與商場連接，街道欠缺社交功能，居民一般早上就外出上班，到晚上或深夜消遣完結才回家，缺乏社區歸屬感，故此大眾向來視將軍澳、馬鞍山及天水圍為睡城。

### 美國

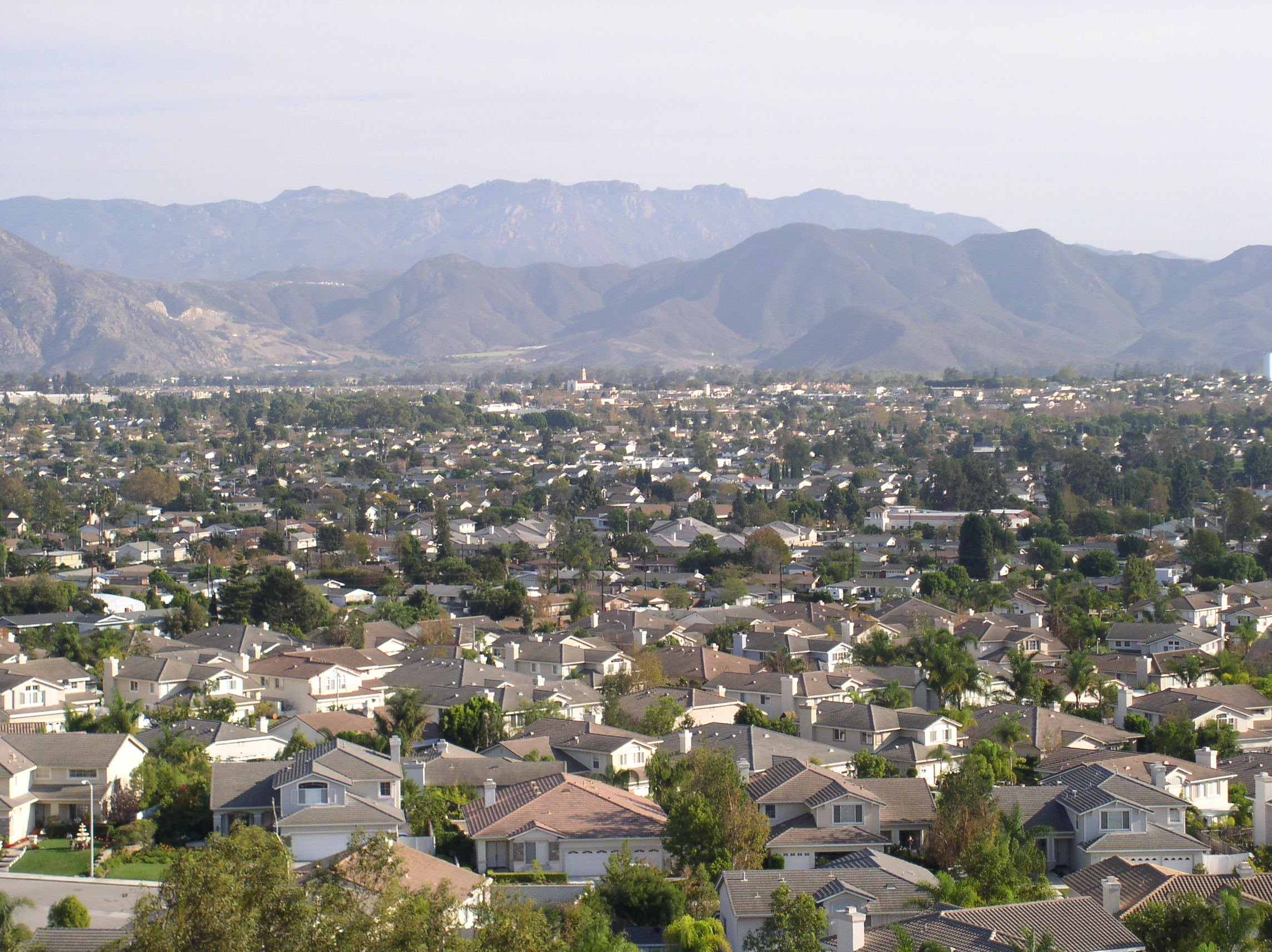
加利福尼亚州的卡马里奥，一座典型的美国睡城。可以看到，这个城市几乎完全由住宅以及学校等基础设施构成，缺乏多元性。

在美国，睡城的形成有多种多样的原因。有些情况下，一个城镇失去了它原有的主要就业，它的居民就不得不在周边城市寻找工作，例如纽约州的断头谷城在雪佛兰的工厂关闭之后转变为睡城，相似的还有加州的蒂伯龙城。而有的时候，一些小镇例如纽约州的沃里克，拥有不错的生活环境，吸引了许多人前来定居，但在当地却没有那么多企业能提供岗位。另一些情况下，快速的交通设施的建立可能会促使一些小城市迅速扩张并将周边城镇转化为附属的睡城，例如美国西部和南部的一些小城随着州际公路的建设而成长为附属有睡城的大型城市。
但除了上述情况，更经常地，许多员工无法承受他们工作所在地的高昂生活成本，进而被迫选择在周边城市安家。20世纪晚期的互聯網泡沫和房地产泡沫让加利福尼亚州大城市的房价冲上了历史巅峰，原先的远郊区也逐渐演变成近郊区，居住着大量在大城市工作的上班族。
相似的情况也会出现在一些度假小镇，这些以旅游业为主的小城镇需要大量的劳动力，但境内又侧重于建设低容积率的高档住宅区（如独栋小洋楼或别墅），这使得劳动力趋向周边城镇居住。以美国怀俄明州的杰克逊城为例，该城大量的劳动力居住在附近的阿尔派恩、德里格斯、维克多等城镇。
在20世纪80年代鋼鐵產業崩潰前，俄亥俄州的斯托本维尔原本在西弗吉尼亚州维尔顿地区有着自己的地区标识。由于与大城市匹兹堡之间有着便捷的交通（联邦公路Steubenville Pike和州际公路Parkway West），斯托本维尔的市场职能已经转变为匹兹堡的睡城。比起高税收的宾夕法尼亚州，座落在俄亥俄州的斯托本维尔同时也拥有更低的生活成本。2013年，斯托本维尔所在的杰弗逊县被并入匹兹堡城市群的联合统计区。

### 英國
在一些英國的城市，例如伦敦，睡城最初的形成是由于第二次世界大战的轰炸。城里和近郊的一些房子已经被摧毁，居民们于是在距离城市约50英里（80公里）的一些半乡村地区重新定居。这同时也是为了刺激远郊的发展——因为工业最重要的基础已经从铁路变成了公路。在伦敦周围，一些城市例如斯蒂夫尼奇、巴西爾登、哈洛和克劳利都是出于这个目的，由新城市委員會组织兴建的。